# 다이아몬드 트리
다이아몬드 트리는 2018년 EP 《2/3 (Two Thirds)》로 데뷔한 대한민국의 음악 그룹이다.

## 음반
- 2/3 (Two Thirds) (2018)
- Medium Rare (2020)

## 공연
- 메가바운스 힙합 페스티벌 [MEGA BounX by Hiphop Festival] (2019)